# Loi du 29 décembre 1899 relative à l'application de la représentation proportionnelle aux élections législatives
 (mai 2022).
La loi du 29 décembre 1899 relative à l'application de la représentation proportionnelle aux élections législatives est une loi belge qui instaure un mode de scrutin proportionnel plurinominal utilisant la méthode D'Hondt. Elle est votée en remplacement d'un scrutin majoritaire à deux tours, après deux tentatives infructueuses en 1884 et en juillet 1899. L'un de ses effets est de transformer les élections législatives en un vote de parti.

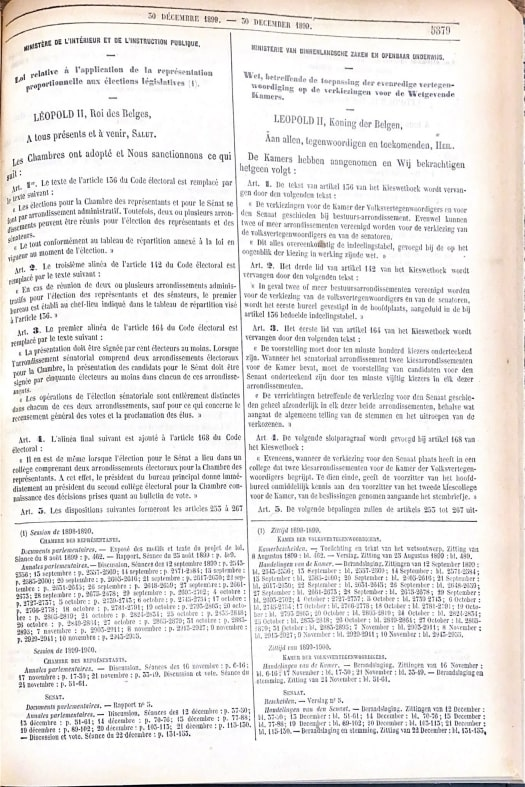
Moniteur Belge, 30 décembre 1899

## Contexte historique
À l'origine, environ vingt-cinq ans avant l'entrée en vigueur de la loi du 29 décembre 1899, le scrutin proportionnel entendait déjà faire parler de lui. On entend par régime proportionnel un système électoral qui tend à attribuer à chaque liste un nombre d’élus proportionnel aux voix qu’elle a recueillies. À savoir qu'avant cette réforme, la Belgique était régie par un système de vote dit majoritaire, depuis 1831. Ce scrutin majoritaire était constitué de deux tours, dont en principe le premier était déterminant. Seuls les candidats ayant obtenu la majorité absolue des voix au premier tour étaient élus, si aucune majorité ne se dégageait, il y avait lieu de procéder à un second tour. Initialement, les bulletins de votes étaient de simples feuilles où les électeurs devaient indiquer les noms de ceux qu’ils désiraient élire, la plupart se contentaient de reproduire la liste des membres de leur parti. Le décompte des voix se faisait donc en comptant le nombre de fois que le nom d’un candidat apparaissait. En 1877, le bulletin de vote pré-imprimé fait son apparition, les partis établissent donc une liste sur laquelle il est possible de voter soit en case de tête soit par vote de préférence, en fonction du nombre de sièges à pourvoir. Dès lors, le décompte se faisait de sorte que tout vote en case de tête attribuait une voix à chaque candidat de la liste à laquelle s’ajoutaient les votes de préférences. Par ailleurs, en fonction des circonscriptions électorales, on attribuait un nom à plusieurs sièges, ainsi on appliquait tantôt le scrutin uninominal tantôt le scrutin de listes. Les listes obtenant la majorité absolue dans ces différents arrondissements électoraux emportaient tous les sièges, même si la liste adverse se rapprochait fortement de la majorité. De ce fait, il n'y avait pas de corrélation entre  le nombre de voix et le nombre de sièges accordés, seuls ceux emportant la majorité absolue se voyaient attribuer des sièges. D'autre part, cela avait également pour conséquence que dans certains arrondissements la lutte était serrée, du fait qu'un moindre écart de voix pouvait changer du tout au tout le paysage politique.
En effet, la Belgique a connu d’importants clivages dans son champ politique, au XIXe siècle. D'une part, l’opposition entre les libéraux et les catholiques notamment pour la place qu’occupait l’Église dans l’État mais également pour d’autres problématiques sociales telles que la question de l’enseignement. Un autre important clivage est celui du centre/périphérie, par le fait que la seule langue officielle reconnue était le français, or une grande majorité de la population s’exprimait en flamand, ce qui avait pour effet de créer une dualité de cultures et de langues. On observe un troisième clivage qui est celui des employeurs/travailleurs, autrement dit, les salariés et les entreprises étaient dans des positions tout à fait antagonistes, ce qui va favoriser la polarisation de la vie politique belge, de sorte que le champ politique belge était animé par trois grands partis : le parti catholique, le parti socialiste et le parti libéral qui partagent tous des idéologies politiques intrinsèquement différentes. Ainsi, ces dissensions politiques ne tendaient pas à s'arranger avec le scrutin majoritaire car celui-ci mettait en exergue la division entre la Flandre et la Wallonie. Lorsque l'on observe une majorité catholique, cette dernière était souvent issue des voix  flamandes et inversement en Wallonie et à Bruxelles, on observait une majorité libérale.

### Élaboration
Comme on l’a fait remarquer précédemment, le scrutin majoritaire revêt certains points faibles, ce qui va conduire à des critiques qui vont permettre l’adoption de la loi du 29 décembre 1899. Premièrement, le scrutin majoritaire est injuste, il favorise les inégalités et discrimine les minorités de sorte qu’elles ne bénéficient d’aucun siège, ce qui a notamment eu pour effet que les candidats ne daignaient même plus se présenter, étant conscients de la prédominance de certaines listes. Deuxièmement, la Belgique est un régime représentatif qui suppose que les électeurs soient représentés de manière fidèle, ce qui n’est pas le cas.
La représentation proportionnelle puise son origine dans la création de la ligue Belge qui se constitua en 1881, autrement appelée l’Association réformiste belge pour l’adoption de la Représentation proportionnelle. Ce comité était une coalition de différents élus appartenant à des champs politiques différents, parmi eux des catholiques, des libéraux et un peu plus tard, en 1885, des socialistes. La ligue déposa à plusieurs reprises des projets de loi pour l’instauration du régime proportionnel, tout d’abord, en 1884 par le chef du gouvernement, A. Beernaets, ensuite en juillet 1899 par le cabinet Vandenpeereboom; ces deux projets n’aboutiront pas. Enfin un mois plus tard, le gouvernement de Smet de Naeyer déposa également un projet à la Chambre qui conduira à l’adoption de la loi relative à l'application de la représentation proportionnelle aux élections législatives.

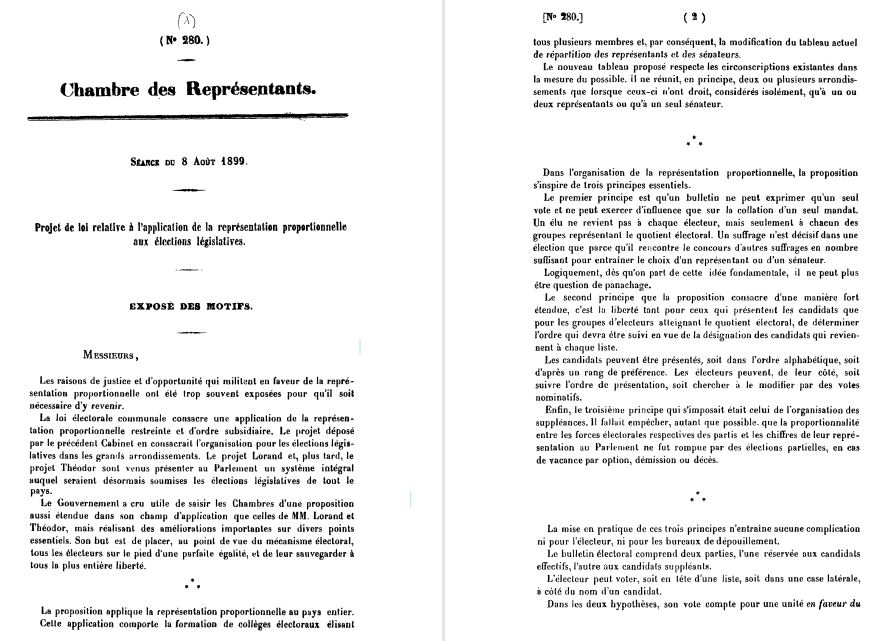

## Contenu

### Bulletin de vote
Initialement, ce système majoritaire représentait la force. Autrement dit, la sincérité des élections uninominales était animée par cette majorité absolue des suffrages (moitié plus un). Si lors du premier tour, aucun des candidats n'avait pu obtenir une majorité absolue, on laissait place au second tour avec le scrutin de ballotage.
Il y avait lieu de refaire une liste composée des futurs élus ayant obtenu le plus de voix, ainsi celui qui remportait le plus de voix était élu.
À la suite de l'entrée en vigueur de loi du 29 décembre 1899, le vote uninominal est devenu un vote de parti, il n'était plus question de choisir un candidat dans chaque parti mais bien de voter pour des candidats d'un même et unique parti.
L'instauration de la représentation proportionnelle a engendré bon nombre de modifications :
- l'ordre alphabétique présent sur les listes laisse place au choix de la position des candidats par le parti,
- les partis présentent, en plus des titulaires, des candidats dits suppléants,
- un candidat titulaire peut être à la fois sur la liste des titulaires mais également sur celle des suppléants,
- la totalité des noms repris sur chacune des listes ne forme qu'une seule liste pour un parti[13].

### Méthode D'Hondt

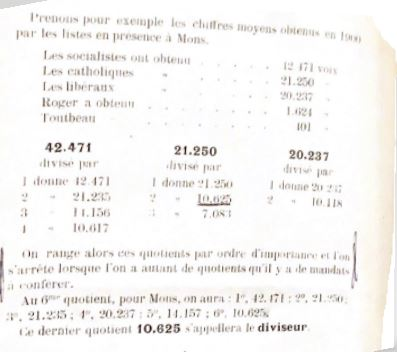
A., Thiran, "Notes sur la loi du 29 décembre 1899 introduisant la représentation proportionnelle dans les élections législatives", Bureau électoral de l'association conservatrice de Mons, Mons, 1904, p.12.

Cette méthode devant son nom au célèbre juriste et mathématicien belge Victor D'Hondt a permis d'instaurer un système de représentation proportionnel des partis au sein des Assemblées.
L'ultime question, suivant la comptabilisation des votes, était celle de savoir "combien d'élus aura chaque liste". Pour y répondre, il fallait tout d'abord comprendre le fonctionnement de la dite méthode.

#### Le chiffre électoral
Lorsque les électeurs avaient voté pour les candidats du parti de leur choix, leurs bulletins de vote étaient rassemblés par partis. Par la suite, il suffisait d'additionner la totalité des bulletins comptabilisés pour chacun des partis, le résultat obtenu était le chiffre électoral. Il est bon de préciser que les bulletins blancs ainsi que ceux nuls n'entraient aucunement dans la comptabilisation des bulletins.
Dès la prise de connaissance des différents chiffres électoraux, ceux-ci étaient rangés par ordre d'importance, afin de pouvoir diviser successivement par 1,2,3,4,5 etc. le chiffre électoral.
La division ne pouvait prendre fin que dès l'instant où l'on obtenait autant de quotients que de mandats à octroyer aux futurs élus.

#### Le diviseur électoral
Le diviseur électoral n'est autre que le nom donné par la loi du 30 décembre 1899 au dernier quotient obtenu à la suite de la division successive.

#### La répartition des sièges
À la suite de tout ce procédé, il suffisait de reprendre les chiffres électoraux de chaque parti et de les fractionner à l'aide du diviseur électoral, afin d'obtenir le nombre d'élus par parti au sein de l'Assemblée.
Il pouvait arriver, à titre totalement exceptionnel, qu’un diviseur électoral se retrouve dans deux voire plusieurs listes distinctes. De ce fait, le siège revenait au parti ayant eu le chiffre électoral le plus élevé, et si par malchance deux partis avaient le même chiffre, alors il suffisait de choisir le parti ayant le candidat qui avait obtenu le plus de voix.
Dans les circonstances actuelles, l'article 62, al. 2 de la Constitution belge vient confirmer que la méthode D'Hondt reste toujours applicable au sein des élections que ce soit au fédéral ou au fédéré tout comme les articles 166 et 167 du Code électoral.

##### Les arrondissements
Il est bon de préciser que les circonscriptions électorales pouvaient être de deux types en raison de la variation du nombre de la population.
En premier lieu, on retrouvait les arrondissements contenant une petite population ne pouvant se permettre d'octroyer qu'un seul siège par scrutin uninominal. Ainsi, de l'autre côté, on observait des arrondissements avec une population dense où dans ce cas plus de deux sièges pouvaient être octroyés sur base d'un scrutin de liste.
Le système d'arrondissement électoral fut énormément exploité par les associations libérales, ce qui avait permis de rendre la Belgique unique politiquement parlant face aux autres pays européens.
Par la suite, la loi du 29 décembre 1899 a fait son apparition, ainsi que le système de représentation proportionnelle qui a radicalement modifié les partis présents au sein des différentes circonscriptions. Grâce à cela, en 1899, une remontée du parti libéral au sein des arrondissements wallons a pu être observée.
Le Congrès National de 1831 définissait les circonscriptions électorales qui organisaient les élections pour la Chambre, comme les territoires correspondant aux arrondissements administratifs. La loi du 29 décembre 1899 a donc ajouté la précision quant aux élections pour la Chambre et le Sénat, celles-ci seraient donc faites par arrondissement administratif.
Sur un plan électoral, le Royaume de Belgique se distingue grâce à quatre caractéristiques majeures :
- le suffrage universel,
- la représentation proportionnelle,
- le vote obligatoire
- le secret de vote[22].

## Critiques

### La représentation proportionnelle au niveau législatif
Plus tôt, en 1896, bien avant l'entrée en vigueur de la loi du 29 décembre 1899, les critiques sur la représentation proportionnelle fusaient de tous les côtés, passant de N. Ch. Benoist au sein de la Revue des Deux-Mondes à Charles Woeste dans son ouvrage nommé "une expérience - la représentation proportionnelle" se mêlant entre critiques et moqueries à l'égard de ce système proportionnel.
La Belgique, très rêveuse à l’époque, voulait, tout comme ses confrères européens tels que l’Italie ou l’Angleterre, goûter au fruit empoisonné qu’était la représentation proportionnelle. Selon Charles Woeste, il n’était guère compliqué d’enjoliver ce système aux yeux des électeurs, la représentation proportionnelle ne demandait aucun effort intellectuel particulier, ce qui permettait de flatter l’égo de chacun qui pensait la politique telle un simple loisir de la vie.